# هوغو سواريس
هوغو سواريس (بالبرتغالية: Hugo Henrique Rocha Soares) (16 أكتوبر 1982 في البرتغال - ) هو لاعب كرة قدم برتغالي في مركز الوسط. لعب مع موريرينسي ونادي غوندومار ونادي بينفايل ونادي إيسبينهو وAnagennisi Deryneia FC ‏ وسانجوانينسي ‏ وF.C. da Madalena ‏ وAyia Napa FC ‏ وFC Porto B ‏ وأثنيكس أشنة ‏.

## وصلات خارجية
- هوغو سواريس على موقع قاعدة بيانات كرة القدم.إي يو (الإنجليزية)
- هوغو سواريس على موقع Soccerway.com (الإنجليزية)